# Wellington (Somerset)
Wellington – miasto i civil parish w Wielkiej Brytanii (w Anglii) w hrabstwie Somerset, w dystrykcie (unitary authority) Somerset, 10 km na południe od Taunton przy granicy z hrabstwem Devon. W 2011 roku civil parish liczyła 13 822 mieszkańców.

## Nazwa
Miasto dało tytuł pierwszemu księciu Wellington (ang. Duke of Wellington), Arthurowi Wellesleyowi. W pobliżu miasta znajduje się pamiątkowy obelisk. Wellington jest wspomniany w Domesday Book (1086) jako Walintone/Walintona/Wellintona.